# HD219512
HD219512 — хімічно пекулярна зоря спектрального класу F0, що має видиму зоряну величину в смузі V приблизно  6,9.
Вона  розташована на відстані близько 239,5 світлових років від Сонця.